# Formazione dei M.S.G.
La seguente pagina raccoglie le informazioni sulla band heavy metal Michael Schenker Group; fondata nel 1979, e più volte discioltasi nel corso degli anni, ha visto nelle sue file al 2020 ben 26 componenti. La formazione nasce originariamente come power trio, ed è formata da Michael Schenker (chitarra), Billy Sheehan (basso) e Denny Carmassi (batteria). 
Negli anni successivi ha visto avvicendarsi musicisti di altre note band, quali Graham Bonnet e Cozy Powell, in precedenza nei Rainbow.
La formazione più duratura nel tempo è quella attuale, formata da Ronnie Romero, Michael Schenker, Steve Mann, Barend Courbois e Bodo Schopf.

## Le varie formazioni
I mark (formazioni) dei M.S.G. sono stati i seguenti:

### Attuale
- Ronnie Romero - voce
- Michael Schenker - chitarra
- Steve Mann - chitarra, tastiera
- Barend Courbois - basso
- Bodo Schopf - batteria

### Ex componenti
- Billy Sheehan - basso (1979)
- Denny Carmassi - batteria (1979)
- Gary Barden - voce (1979-1983)
- Don Airey - tastiere (1980)
- Mo Foster - basso (1980)
- Simon Phillips - batteria (1980)
- Paul Raymond - tastiere, chitarre (1980-1981)
- Chris Glen - basso (1980-1986)
- Cozy Powell - batteria (1980-1986)
- Graham Bonnet - voce (1983-1986)
- Tommy Eyre - tastiere (1982-1985)
- Don Grolnick - tastiera (1992-1994)
- Ted Mckenna - batteria (1982-1986)
- Andy Nye - tastiera (2008-2010)
- Chris Logan - voce (2001-2007)
- Stuart Hamm - basso (2003-2004)
- David Van Landing - voce (1996-1997)
- Jeremy Colson - batteria (2003)
- Kelly Keeling - voce (1997-1998)
- John Onder - basso (1999-2000)
- Doogie White - voce (2008-2010)
- Neil Murray - basso (2004-2010)